# Rwanda na Letnich Igrzyskach Olimpijskich Młodzieży 2010
Rwandę na Letnich Igrzyskach Olimpijskich Młodzieży 2010 w Singapurze reprezentowało 4 sportowców w 3 dyscyplinach.

## Skład kadry

### Boks
- Haziza Matusi - kategoria do 48 kg - 6 miejsce

### Lekkoatletyka
Chłopcy:
- Potien Ntawuyirushintege - bieg na 3000 m - 8 miejsce w finale

Dziewczęta:
- Jacqueline Murekatete - bieg na 3000 m - 11 miejsce w finale

### Pływanie
- Marie Claudine Iradukunda
  - 50 m st. dowolnym - 60 miejsce w kwalifikacjach